# Verein für Bewegungsspiele Lübeck von 1919 1997-1998
Questa voce raccoglie le informazioni riguardanti il Verein für Bewegungsspiele Lübeck von 1919 nelle competizioni ufficiali della stagione 1997-1998.

## Stagione
Nella stagione 1997-1998 il Lubecca concluse il campionato di Regionalliga nord al 7º posto. In Coppa di Germania il Lubecca fu eliminato al secondo turno dall'Uerdingen 05.

## Rosa
| N. |                     | Ruolo | Calciatore       |
| -- | ------------------- | ----- | ---------------- |
| 1  | Germania (bandiera) | P     | Frank Böse       |
|    | Germania (bandiera) | P     | Thomas Richter   |
|    | Germania (bandiera) | P     | Maik Wilde       |
|    | Germania (bandiera) | D     | Holger Behnert   |
|    | Germania (bandiera) | D     | Torsten Fröhling |
|    | Germania (bandiera) | D     | Michael Köpper   |
|    | Lituania (bandiera) | D     | Romas Mažeikis   |
|    | Germania (bandiera) | D     | Sven Tramm       |
|    | Germania (bandiera) | C     | Dirk Bremser     |
|    | Germania (bandiera) | C     | Michael Butrej   |

| N. |                        | Ruolo | Calciatore          |
| -- | ---------------------- | ----- | ------------------- |
|    | Germania (bandiera)    | C     | Christoph Chylla    |
|    | Germania (bandiera)    | C     | André Golke         |
|    | Germania (bandiera)    | C     | Michael Koch        |
|    | Germania (bandiera)    | C     | Stefan Siedschlag   |
|    | Paesi Bassi (bandiera) | C     | Felix van der Steen |
|    | Germania (bandiera)    | A     | Jens Paeslack       |
|    | Germania (bandiera)    | A     | Marian Pagels       |
|    | Germania (bandiera)    | A     | Lutz Schwerinski    |
|    | Germania (bandiera)    | A     | Stefan Studtrucker  |

## Organigramma societario
Area tecnica
- Allenatore:
- Allenatore in seconda:
- Preparatore dei portieri:
- Preparatori atletici:
- Analisi video:

## Calciomercato

### Sessione estiva
| Acquisti | Acquisti           | Acquisti            | Acquisti |
| R.       | Nome               | da                  | Modalità |
| -------- | ------------------ | ------------------- | -------- |
| P        | Frank Böse         | St. Pauli           |          |
| C        | Dirk Bremser       | Hertha Berlino      |          |
| C        | Michael Butrej     | Wolfsburg           |          |
| C        | Christoph Chylla   | Bayer Leverkusen II |          |
| D        | Torsten Fröhling   | St. Pauli           |          |
| A        | Jens Paeslack      | Lurup               |          |
| A        | Gustav Policella   | Magonza             |          |
| A        | Lutz Schwerinski   | Altona 93           |          |
| A        | Stefan Studtrucker | Hessen Kassel       |          |

| Cessioni | Cessioni            | Cessioni               | Cessioni |
| R.       | Nome                | a                      | Modalità |
| -------- | ------------------- | ---------------------- | -------- |
| A        | Markus Aerdken      | Gießen                 |          |
| D        | Thorsten Grümmer    | Schönberg              |          |
| C        | Krzysztof Hetmański | Magdeburgo             |          |
| D        | Torben Hoffmann     | Friburgo               |          |
| A        | Aleksandr Iashvili  | Dinamo Tbilisi         |          |
| A        | Daniel Jurgeleit    | Eintracht Braunschweig |          |
| C        | Lars Kindgen        | Rot-Weiss Essen        |          |
| A        | Alexander Löbe      | Gütersloh              |          |
| C        | Thomas Möller       | Gütersloh              |          |
| D        | Jürgen Oelbeck      | TSV Pansdorf           |          |
| D        | Jörn Schwinkendorf  | Friburgo               |          |
| C        | Károly Szanyó       | Újpest                 |          |
| C        | Andreas Winkler     | Wolfsburg              |          |

### Sessione invernale
| Acquisti | Acquisti | Acquisti | Acquisti |
| R.       | Nome     | da       | Modalità |
| -------- | -------- | -------- | -------- |

| Cessioni | Cessioni         | Cessioni      | Cessioni |
| R.       | Nome             | a             | Modalità |
| -------- | ---------------- | ------------- | -------- |
| A        | Gustav Policella | RW Oberhausen |          |

## Risultati

### Regionalliga

#### Girone di andata
| 3 agosto 1997, ore 15:00 CEST 1ª giornata | Lubecca | 1 – 1 | Wilhelmshaven |  |

| 6 agosto 1997, ore 19:00 CEST 2ª giornata | Arminia Hannover | 1 – 1 | Lubecca |  |

| 10 agosto 1997, ore 15:00 CEST 3ª giornata | Lubecca | 4 – 0 | Atlas Delmenhorst |  |

| 20 agosto 1997, ore 18:30 CEST 4ª giornata | TuS Celle | 1 – 3 | Lubecca |  |

| 24 agosto 1997, ore 15:00 CEST 5ª giornata | Lubecca | 2 – 0 | Göttingen |  |

| 29 agosto 1997, ore 15:00 CEST 6ª giornata | Kickers Emden | 1 – 0 | Lubecca |  |

| 7 settembre 1997, ore 15:00 CEST 7ª giornata | Werder Brema II | 0 – 2 | Lubecca |  |

| 14 settembre 1997, ore 15:00 CEST 8ª giornata | Lubecca | 2 – 1 | 93 Amburgo |  |

| 21 settembre 1997, ore 15:00 CEST 9ª giornata | Eintracht Nordhorn | 1 – 1 | Lubecca |  |

| 28 settembre 1997, ore 15:00 CEST 10ª giornata | Lubecca | 0 – 0 | Oldenburg |  |

| 4 ottobre 1997, ore 14:30 CEST 11ª giornata | Hannover 96 | 5 – 1 | Lubecca |  |

| 11 ottobre 1997, ore 14:30 CEST 12ª giornata | Lubecca | 3 – 2 | Eintracht Braunschweig |  |

| 17 ottobre 1997, ore 19:30 CEST 13ª giornata | Herzlake | 1 – 4 | Lubecca |  |

| 26 ottobre 1997, ore 15:00 CEST 14ª giornata | Lubecca | 2 – 0 | S.F. Ricklingen |  |

| 1º novembre 1997, ore 14:30 CET 15ª giornata | Norderstedt | 1 – 0 | Lubecca |  |

| 9 novembre 1997, ore 15:00 CET 16ª giornata | Lubecca | 0 – 0 | Amburgo II |  |

| 13 novembre 1997, ore 20:00 CET 17ª giornata | Osnabrück | 2 – 0 | Lubecca |  |

#### Girone di ritorno
| 24 novembre 1997, ore 14:00 CET 18ª giornata | Wilhelmshaven | 1 – 1 | Lubecca |  |

| 30 novembre 1997, ore 14:00 CET 19ª giornata | Lubecca | 3 – 2 | Arminia Hannover |  |

| 7 dicembre 1997, ore 14:00 CET 20ª giornata | Atlas Delmenhorst | 2 – 3 | Lubecca |  |

| 14 dicembre 1997, ore 14:00 CET 21ª giornata | Lubecca | 6 – 2 | TuS Celle |  |

| 13 aprile 1998, ore 15:00 CEST 22ª giornata | Göttingen | 0 – 2 | Lubecca |  |

| 15 febbraio 1998, ore 15:00 CET 23ª giornata | Lubecca | 1 – 2 | Kickers Emden |  |

| 22 febbraio 1998, ore 15:00 CET 24ª giornata | Lubecca | 1 – 2 | Werder Brema II |  |

| 1º marzo 1998, ore 15:00 CET 25ª giornata | 93 Amburgo | 1 – 1 | Lubecca |  |

| 8 marzo 1998, ore 15:00 CET 26ª giornata | Lubecca | 3 – 1 | Eintracht Nordhorn |  |

| 15 marzo 1998, ore 15:00 CET 27ª giornata | Oldenburg | 3 – 1 | Lubecca |  |

| 21 marzo 1998, ore 14:30 CET 28ª giornata | Lubecca | 1 – 4 | Hannover 96 |  |

| 28 marzo 1998, ore 14:30 CET 29ª giornata | Eintracht Braunschweig | 2 – 1 | Lubecca |  |

| 5 aprile 1998, ore 15:00 CEST 30ª giornata | Lubecca | 4 – 1 | Herzlake |  |

| 18 aprile 1998, ore 14:00 CEST 31ª giornata | S.F. Ricklingen | 2 – 1 | Lubecca |  |

| 3 maggio 1998, ore 15:00 CEST 32ª giornata | Lubecca | 2 – 0 | Norderstedt |  |

| 10 maggio 1998, ore 15:00 CEST 33ª giornata | Amburgo II | 1 – 1 | Lubecca |  |

| 16 maggio 1998, ore 14:00 CEST 34ª giornata | Lubecca | 2 – 2 | Osnabrück |  |

### Coppa di Germania
| Arbitro: | Koop |

|                                    |           |           |
| Behnert 63’ (rig.) Schwerinski 74’ | Marcatori | 5’ Dražić |

| Arbitro: | Hufgard |

|               |           |                                             |
| Policella 21’ | Marcatori | 18’ Onderka 29’ Müller 45’ Nacev 82’ Spizak |

## Statistiche

### Statistiche di squadra
| Competizione      | Punti | In casa | In casa | In casa | In casa | In casa | In casa | In trasferta | In trasferta | In trasferta | In trasferta | In trasferta | In trasferta | Totale | Totale | Totale | Totale | Totale | Totale | DR  |
| Competizione      | Punti | G       | V       | N       | P       | Gf      | Gs      | G            | V            | N            | P            | Gf           | Gs           | G      | V      | N      | P      | Gf     | Gs     | DR  |
| ----------------- | ----- | ------- | ------- | ------- | ------- | ------- | ------- | ------------ | ------------ | ------------ | ------------ | ------------ | ------------ | ------ | ------ | ------ | ------ | ------ | ------ | --- |
| Regionalliga nord | 54    | 17      | 10      | 4       | 3       | 37      | 20      | 17           | 5            | 5            | 7            | 23           | 25           | 34     | 15     | 9      | 10     | 60     | 45     | +15 |
| Coppa di Germania | -     | 2       | 1       | 0       | 1       | 3       | 5       | 0            | 0            | 0            | 0            | 0            | 0            | 2      | 1      | 0      | 1      | 3      | 5      | -2  |
| Totale            | 54    | 19      | 11      | 4       | 4       | 40      | 25      | 17           | 5            | 5            | 7            | 23           | 25           | 36     | 16     | 9      | 11     | 63     | 50     | +13 |

### Andamento in campionato
| Giornata  | 1 | 2 | 3 | 4 | 5 | 6 | 7 | 8 | 9 | 10 | 11 | 12 | 13 | 14 | 15 | 16 | 17 | 18 | 19 | 20 | 21 | 22 | 23 | 24 | 25 | 26 | 27 | 28 | 29 | 30 | 31 | 32 | 33 | 34 |
| --------- | - | - | - | - | - | - | - | - | - | -- | -- | -- | -- | -- | -- | -- | -- | -- | -- | -- | -- | -- | -- | -- | -- | -- | -- | -- | -- | -- | -- | -- | -- | -- |
| Luogo     | C | T | C | T | C | T | T | C | T | C  | T  | C  | T  | C  | T  | C  | T  | T  | C  | T  | C  | T  | C  | C  | T  | C  | T  | C  | T  | C  | T  | C  | T  | C  |
| Risultato | N | N | V | V | V | P | V | V | N | N  | P  | V  | V  | V  | P  | N  | P  | N  | V  | V  | V  | V  | P  | P  | N  | V  | P  | P  | P  | V  | P  | V  | N  | N  |
| Posizione | 8 | 9 | 6 | 5 | 4 | 4 | 4 | 4 | 4 | 5  | 5  | 5  | 5  | 4  | 4  | 5  | 5  | 6  | 4  | 4  | 4  | 4  | 5  | 6  | 6  | 6  | 6  | 6  | 6  | 6  | 7  | 7  | 7  | 7  |

Legenda:

Luogo: C = Casa; T = Trasferta. Risultato: V = Vittoria; N = Pareggio; P = Sconfitta.

### Statistiche dei giocatori
| H. Behnert       | 2 | 1 | 0 | 0 |
| D. Bremser       | 2 | 0 | 1 | 0 |
| M. Butrej        | 1 | 0 | 0 | 0 |
| F. Böse          | 0 | 0 | 0 | 0 |
| C. Chylla        | 2 | 0 | 0 | 0 |
| T. Fröhling      | 2 | 0 | 0 | 0 |
| A. Golke         | 2 | 0 | 0 | 0 |
| M. Koch          | 1 | 0 | 0 | 0 |
| M. Köpper        | 2 | 0 | 0 | 0 |
| R. Mažeikis      | 2 | 0 | 0 | 0 |
| J. Paeslack      | 2 | 0 | 0 | 0 |
| M. Pagels        | 1 | 0 | 0 | 0 |
| G. Policella     | 1 | 1 | 0 | 0 |
| T. Richter       | 0 | 0 | 0 | 0 |
| L. Schwerinski   | 2 | 1 | 1 | 0 |
| S. Siedschlag    | 1 | 0 | 0 | 0 |
| S. Studtrucker   | 0 | 0 | 0 | 0 |
| S. Tramm         | 2 | 0 | 0 | 0 |
| M. Wilde         | 2 | 0 | 0 | 0 |
| F. van der Steen | 1 | 0 | 0 | 0 |